# Chiesa di San Roberto Bellarmino
La chiesa di San Roberto Bellarmino è un luogo di culto cattolico di Roma, sede dell'omonima parrocchia appartenente alla diocesi di Roma e del titolo cardinalizio di San Roberto Bellarmino. L'edificio è situato in piazza Ungheria, nel quartiere Parioli, rientrante all'interno dei confini del Municipio Roma II.

## Storia
La chiesa di San Roberto Bellarmino venne costruita su progetto di Clemente Busiri Vici tra il 1931 ed il 1933; venne consacrata il 20 maggio 1959, sebbene fosse stata inaugurata e aperta al culto già il 10 giugno 1933. Il luogo di culto venne intitolato al santo del XVII secolo, Roberto Bellarmino, tra i maggiori teologi della controriforma, canonizzato pochi anni prima della costruzione della chiesa, nel 1930, e appartenente alla Compagnia di Gesù.
La chiesa è sede parrocchiale, istituita il 13 maggio 1933 da papa Pio XI con la costituzione apostolica Quae maiori religionis ed affidata ai gesuiti, cui è subentrato nel 2003 il clero diocesano. Dal 1969 insiste sulla chiesa il titolo cardinalizio di San Roberto Bellarmino. 
Il 2 marzo 1980, seconda domenica di Quaresima, la chiesa ha ricevuto la visita di papa Giovanni Paolo II, mentre il 13 marzo 2013 il cardinale titolare Jorge Mario Bergoglio è stato eletto papa con il nome di Francesco.

## Descrizione

### Arte e architettura
La chiesa di San Roberto Bellarmino è in stile razionalista ed è caratterizzata dal ripetersi, come motivo ricorrente in tutta la costruzione, dell'ottagono.
L'esterno dell'edificio, interamente con paramento murario a mattoni a vista, è caratterizzato dalla facciata, preceduta da un ampio sagrato. Il prospetto, a capanna, presenta nella parte inferiore un portico con pilastri a forma di parallelepipedo rettangolo, mentre in quella superiore vi è una triplice finestra ottagonale con vetrata policroma raffigurante San Roberto Bellarmino. Alla sommità, lo stemma marmoreo di papa Pio XI, sotto il cui pontificato venne eretta la chiesa. Ai lati della facciata vi sono i due campanili a base anch'essi ottagonale, i quali accolgono un concerto di 6 campane in scala diatonica di Re#3, realizzato negli anni 1940 dalla ditta padovana Cobalchini.

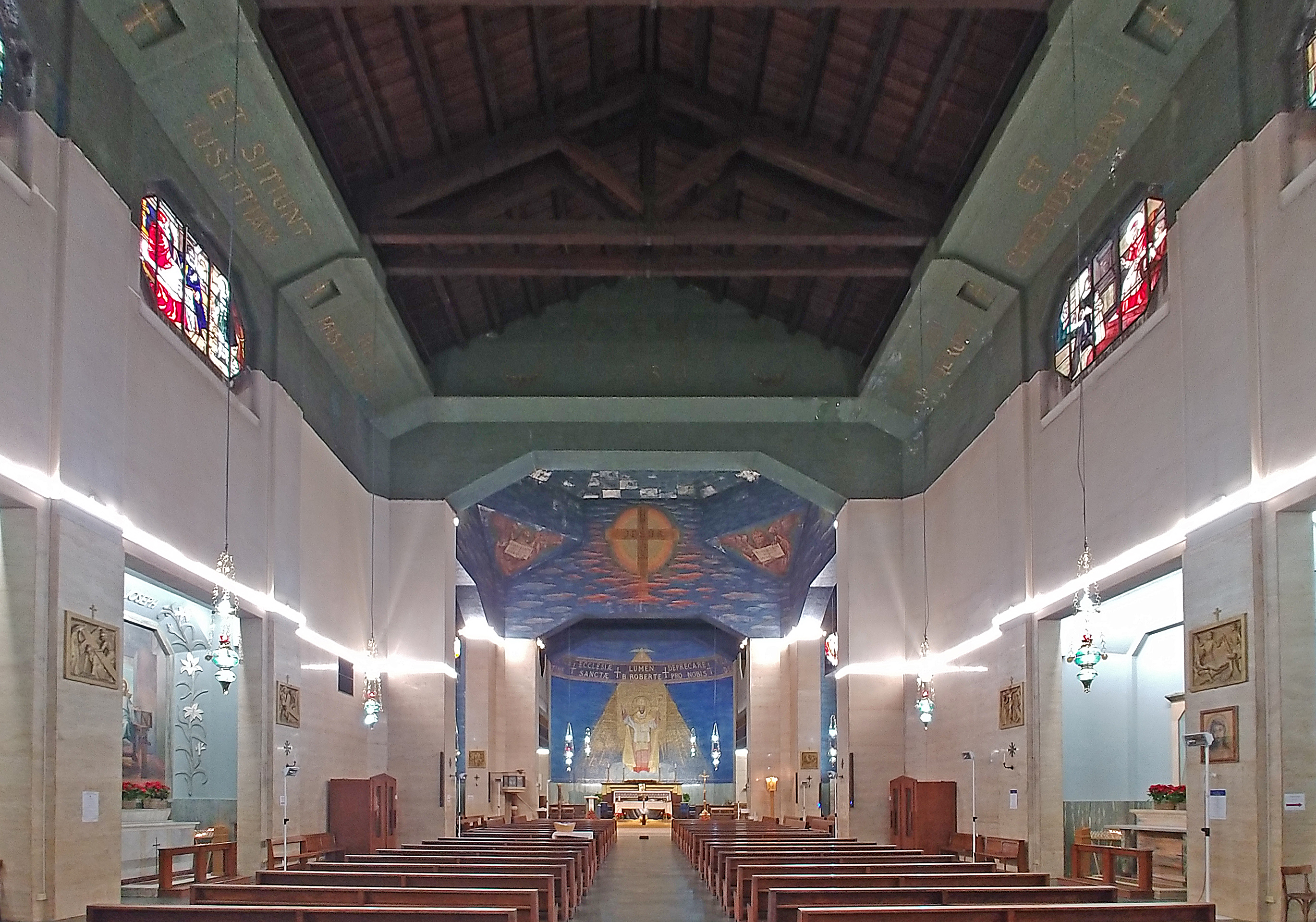
Interno

L'interno della chiesa è a pianta a croce latina, con scarsa luce e caratterizzato da forme spigolose dovute alle strutture portanti in cemento armato volutamente lasciate a vista; lungo la navata, unica e coperta con capriate lignee, si aprono cinque cappelle per lato, ciascuna delle quali è sormontata da una finestra ottagonale con vetrata policroma, analoga a quella della facciata e come questa opera di Alessandra Busiri; il ciclo è incentrato sulla vita del santo dedicatario della chiesa.
Il capocroce ruota attorno ad un quadrato centrale, costituente la crociera e coperto con tiburio ottagonale, lungo il quale si aprono i due bracci del transetto, entrambi formati da un semiottagono, con gli altari del Sacro Cuore (nel transetto di sinistra, dove si svolgono le celebrazioni quotidiane) e della Madonna (nel transetto di destra); in asse con la navata vi è l'abside maggiore, con sette lati, che, come tutto il resto del capocroce, è decorata con mosaici opera di Renato Tomassi, realizzati su sfondo blu: nell'abside vi è San Roberto Bellarmino, mentre nella crociera, i Quattro Evangelisti nei pennacchi della crociera e la Croce gloriosa sopra l'arco absidale. L'altare maggiore originario, donato da Beniamino Gigli è attualmente inutilizzato, essendo stato realizzato in vista del Giubileo del 2000 un nuovo presbiterio, in posizione più avanzata.

### Organo a canne
Sulle due cantorie ai lati del presbiterio si trova l'organo a canne Tamburini opus 175, costruito nel 1934 e restaurato più volte, di cui l'ultima da Carlo Soracco nel 2009-2010.
Lo strumento è a trasmissione elettrica e la sua consolle è situata sotto la cantoria di sinistra, a pavimento, nei pressi del presbiterio; quest'ultima dispone di due tastiere di 61 note ciascuna e pedaliera concavo-radiale di 32 note, con i comandi dei registri, delle unioni e degli accoppiamenti azionati da placchette a linguetta poste su unica fila sopra il secondo manuale.